# Канна (нэнго)
Канна или Канва (яп. 寛和 канна, канва, терпимый мир) — девиз правления (нэнго) японских императоров Кадзана и Итидзё с 985 по 987 год .

## Продолжительность
Начало и конец эры:
- 27-й день 4-й луны 3-го года Эйкан (по юлианскому календарю — 19 мая 985 года);
- 5-й день 4-й луны 3-го года Канна (по юлианскому календарю — 5 мая 987 года).

## Происхождение
Название нэнго было заимствовано:
- из Шу цзин:「寛而有制、従容以和」[4];
- из 73-го цзюаня «Хоу Ханьшу»:「以寛和為政」[4].

## События
- 985 год (1-й год Канна) — буддийский монах Гэнсин составил «Собрание сведений о возрождении» (яп. 往生要集 О:дзё:-ё:сю:);
- 986 год (6-я луна 2-го года Канна) — император Кадзан отрёкся от престола и поселился в Кадзан-дзи (или Гангё-дзи, яп. 元慶寺), где он стал буддийским монахом под именем Ню:каку[6];
- 23 августа 986 года (16-й день 7-й луны 2-го года Канна) — наследным принцем стал 11-летний Иясада-синно, который через некоторое время взошёл на трон под именем императора Итидзё[7];

## Сравнительная таблица
Ниже представлена таблица соответствия японского традиционного и европейского летосчисления. В скобках к номеру года японской эры указано название соответствующего года из 60-летнего цикла китайской системы гань-чжи. Японские месяцы традиционно названы лунами.
| 1-й год Канна (Деревянный Петух) | 1-я луна       | 2-я луна*  | 3-я луна  | 4-я луна  | 5-я луна* | 6-я луна  | 7-я луна* | 8-я луна*  | 8-я луна (високосная) | 9-я луна*  | 10-я луна  | 11-я луна*   | 12-я луна     |
| -------------------------------- | -------------- | ---------- | --------- | --------- | --------- | --------- | --------- | ---------- | --------------------- | ---------- | ---------- | ------------ | ------------- |
| Юлианский календарь              | 24 января 985  | 23 февраля | 24 марта  | 23 апреля | 23 мая    | 21 июня   | 21 июля   | 19 августа | 17 сентября           | 17 октября | 15 ноября  | 15 декабря   | 13 января 986 |
| 2-й год Канна (Огненная Собака)  | 1-я луна*      | 2-я луна   | 3-я луна  | 4-я луна* | 5-я луна  | 6-я луна* | 7-я луна  | 8-я луна*  | 9-я луна              | 10-я луна* | 11-я луна  | 12-я луна*   |               |
| Юлианский календарь              | 12 февраля 986 | 13 марта   | 12 апреля | 12 мая    | 10 июня   | 10 июля   | 8 августа | 7 сентября | 6 октября             | 5 ноября   | 4 декабря  | 3 января 987 |               |
| 3-й год Канна (Огненная Свинья)  | 1-я луна       | 2-я луна*  | 3-я луна  | 4-я луна* | 5-я луна  | 6-я луна  | 7-я луна* | 8-я луна   | 9-я луна*             | 10-я луна  | 11-я луна* | 12-я луна    |               |
| Юлианский календарь              | 1 февраля 987  | 3 марта    | 1 апреля  | 1 мая     | 30 мая    | 29 июня   | 29 июля   | 27 августа | 26 сентября           | 25 октября | 24 ноября  | 23 декабря   |               |

* звёздочкой отмечены короткие месяцы (луны) продолжительностью 29 дней. Остальные месяцы длятся 30 дней.